# Беликово (Московская область)
Беликово — посёлок в Сергиево-Посадском районе Московской области России, входит в состав сельского поселения Березняковское (1994—2006 гг. — посёлок Наугольновского сельского округа). До 2005 года — посёлок подсобного хозяйства фабрики «Большевик».

## Население
| 2002 | 2006 | 2010 |
| ---- | ---- | ---- |
| 8    | ↗18  | ↘4   |

## География
Посёлок Беликово расположен на севере Московской области, в восточной части Сергиево-Посадского района, примерно в 65 км к северу от Московской кольцевой автодороги и 12,5 км к северо-востоку от станции Сергиев Посад Ярославского направления Московской железной дороги.
В 4 км юго-восточнее посёлка проходит Ярославское шоссе М8, в 5 км юго-западнее — Московское большое кольцо А108. Ближайшие сельские населённые пункты — деревня Леоново, сёла Бужаниново и Сватково.